# 法話

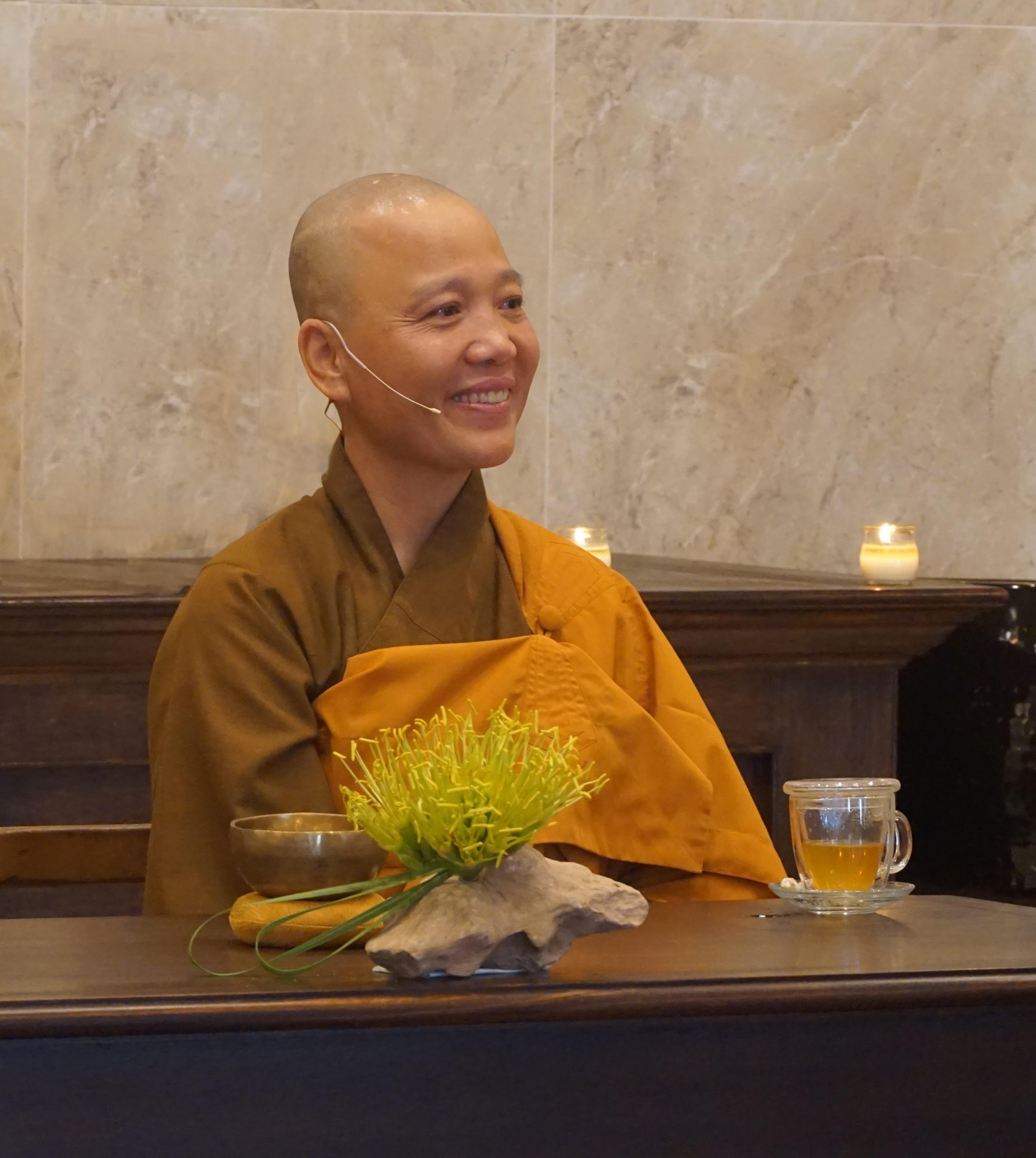
法話を行う禅師Thich Dieu Thien（2021年）

法話（ほうわ）とは、仏教において使われる言葉であり、僧侶や住職が聴衆の前で話をすることを意味する。仏法を賛嘆するもので、話のテーマを讃題という。著名な人による法話は、それが書籍やCDになるなどしており実際に当人の前に聴きに行かなくても内容を知ることができるようになっている。
現在では本来の語意を拡大され、仏教徒ではない宗教家が、自らの講義や講話を指して使う。同じように、説法も仏教徒ではない宗教家に用いられる。